# Animal Boy
Animal Boy é o nono álbum de estúdio da banda de punk rock Ramones, lançado em Maio de 1986.
O álbum apresenta músicas clássicas da banda, como "My Brain Is Hanging Upside Down (Bonzo Goes To Bitburg)", a música se trata de um protesto contra a visita do presidente Ronald Reagan ao cemitério de guerra Bitburg, que continha corpos de altos cargos da SS Nazista, a canção teve seu nome original impedido de aparecer no encarte do álbum pelo próprio Johnny Ramone, pois o mesmo era um ferrenho defensor de Reagan. O álbum também contem a clássica "Somebody Put Something In My Drink", escrita por Richie e baseada em um fato real, quando álguem "deixou cair" um ácido na Gim tônica do baterista.[carece de fontes?]

## História
Em 1985 havia constantes conflitos entre os membros da banda, tanto que o vocalista Joey Ramone preferiu isolar-se do processo de composição do álbum, embora tivesse sido peça fundamental nos álbuns anteriores. Joey declarou:
| “ | Eu estava de saco cheio dos Ramones. "Mental Hell" é sobre isso. Em parte tem a ver com meu término com [sua então namorada] Angela; a outra parte é que eu realmente estava de saco cheio da banda. | ” |

Em entrevistas posteriores, entretanto, Joey afirmou que não foram os conflitos que o fizeram parar de compor, mas o desperdício de ideias. O baixista Dee Dee Ramone disse que o guitarrista Johnny Ramone foi a razão de todo o stress, por rejeitar as canções de Joey pelos mais variados motivos. Dee Dee relatou:
| “ | Joey chegava com uma letra bacana, mas Johnny não queria por causa disso ou daquilo: não vou tocar acordes menores, não vou fazer solos, não gosto da Inglaterra. Que diabos! É por isso que Joey tinha que fazer um álbum solo. | ” |

Consequentemente, o recente baterista Richie Ramone passou a ter maior papel no processo de composição, resultando no hit "Somebody Put Something in My Drink", que foi lançado como single e também entrou na compilação Ramones Mania, de 1988. "Joey sempre me encorajava a compor", disse Richie, "mas eu nem precisava". Foi a primeira vez que a banda usou uma composição de um baterista desde o membro original Tommy Ramone, com Joey afirmando que queria Richie sentindo-se um membro da banda, por achar que os anteriores nunca haviam se sentido como tal, e referindo-se a Richie como "meio Phil Collins".
Johnny afirmou tempos depois que o álbum merecia uma produção melhor, comentando que algumas guitarras não soam como se ele estivesse tocando, pois o produtor de Animal Boy, Jean Beauvoir, havia sido escolhido pela gravadora, e não por eles.
| Críticas profissionais                                                      | Críticas profissionais |
| Avaliações da crítica                                                       | Avaliações da crítica  |
| Fonte                                                                       | Avaliação              |
| --------------------------------------------------------------------------- | ---------------------- |
| allmusic                                                                    | [ 2 ]                  |
| Esta tabela precisa de ser acompanhada por texto em prosa. Consulte o guia. |                        |

## Faixas
1. "Somebody Put Something In My Drink" (Richie Ramone) – 3:23
2. "Animal Boy" (Dee Dee Ramone, Johnny Ramone) – 1:50
3. "Love Kills" (Dee Dee Ramone) – 2:19
4. "Apeman Hop" (Dee Dee Ramone) – 2:02
5. "She Belongs To Me" (Dee Dee Ramone, Jean Beauvoir) – 3:54
6. "Crummy Stuff" (Dee Dee Ramone) – 2:06
7. "My Brain Is Hanging Upside Down (Bonzo Goes To Bitburg)" (Dee Dee Ramone, Jean Beauvoir, Joey Ramone) – 3:55
8. "Mental Hell" (Joey Ramone) – 2:38
9. "Eat That Rat" (Dee Dee Ramone, Johnny Ramone) – 1:37
10. "Freak Of Nature" (Dee Dee Ramone, Johnny Ramone) – 1:32
11. "Hair Of The Dog" (Joey Ramone) – 2:19
12. "Something To Believe In" (Dee Dee Ramone, Jean Beauvoir) – 4:09

## Ramones
- Joey Ramone – vocal líder
- Johnny Ramone – guitarra
- Dee Dee Ramone – baixo, vocal de apoio (Vocal líder em "Love Kills" e "Eat That Rat")
- Richie Ramone – bateria,  backing vocals